# Agaricochara geniculata
Agaricochara geniculata är en skalbaggsart som först beskrevs av Mäklin 1853.  Agaricochara geniculata ingår i släktet Agaricochara och familjen kortvingar. Inga underarter finns listade i Catalogue of Life.